# Proxima (Anna Oxa)
Proxima è il 23º album ufficiale di Anna Oxa, il 13° di inediti.

## Il disco
L'album è stato anticipato dal singolo Tutto l'amore intorno, andato in onda per la prima volta alle ore 16.30 su Radio RTL 102.5 il 20 agosto 2010 e segna, a distanza di 32 anni, la collaborazione artistica con Ivano Fossati, che scrive appunto il primo singolo estratto.
Al di là di questa parentesi il disco Proxima presenta suoni e testi originali e ricercati e vede differenti collaborazioni, tra le quali quella di Francesco Bianconi dei Baustelle e quella di Pacifico.
L'album ha debuttato alla posizione #2 della classifica ufficiale FIMI.
Il secondo singolo estratto è Scarpe con suole di vento. Nella canzone Lodestar partecipa come corista Silvia Scanferla dei Piccoli Cantori di Milano.
Il 16 febbraio 2011 è uscito il cd Proxima “Sanremo Edition” che comprende, oltre le canzoni già uscite nell'album, il brano La mia anima d'uomo presentato dalla Oxa a Sanremo con l'aggiunta di una versione particolare del classico napoletano O' sole mio, sempre presentato dalla Oxa a Sanremo nella serata dedicata ai classici rivisitati e infine il disco contiene anche come inedito In The Sunlight, versione in inglese di Dopo la neve. Il disco è stato messo in vendita esclusiva presso Media World e Saturn.

## Tracce
L'album è costituito da 11 tracce (comprensiva di ghost track scritta dal compositore Christian Ravaglioli), alle quali si va ad aggiungere la versione alternativa di Apri gli occhi, inserita come bonus track in chiusura del disco solamente nella versione scaricabile da iTunes.
1. Tutto l'amore intorno (feat. Ivano Fossati) (Ivano Fossati) - 3:48
2. Ammesso che un Dio esista (L. Imerico - A. Oxa - M. Pierini - M. Mattei) - 4:05
3. Scarpe con suole di vento (P.E. Archetti Maestri - M. Neri - L. Ceroni) - 3:57
4. Apri gli occhi (Pacifico - A. Oxa - Pacifico) - 3:28
5. Dopo la neve (Pacifico - M. Neri - L. Ceroni) - 4:44
6. La differenza (L. Imerico - R. Pacco) - 4:31
7. Lodestar (stella guida) (M. Redeghieri - M. Pierini - M. Mattei) - 4:25
8. Haiku (P.E. Archetti Maestri - G. Giombolini - E. Giove - L. Ceroni) - 3:25
9. La tigre (F. Bianconi - M. Pierini - M. Mattei) - 3:08
10. Parole al mondo (von Herz zu Hertz) (L. Imerico - A. Oxa - M. Pierini - M. Mattei) - 4:17
11. Pesi e misure + ghost track (L. Imerico - R. Pacco) - 20:43
12. Apri gli occhi (bonus track per iTunes)

### Proxima (Sanremo Edition)
L'album Proxima (Sanremo Edition) conferma la tracklist originale con l'aggiunta di un CD allegato contenente i seguenti brani:
1. La mia anima d'uomo (R. Pacco - A. Oxa - L. Imerico)
2. 'O sole mio (E. Di Capua - A. Mazzucchi - G. Capurro)
3. In the Sunlight (M. Neri - L. Ceroni - Pacifico - D. Stewart)

## Formazione
- Anna Oxa – voce
- Ivano Fossati – pianoforte, voce
- Bruno Antonio Pierotti – chitarra
- Ermanno Giove – programmazione
- Giovanni Giombolini – pianoforte, programmazione
- Roberto Pacco – programmazione
- Cristiano Micalizzi – batteria
- Marco Pierini – programmazione
- Loris Ceroni – basso, programmazione
- Dario Giovannini – chitarra, pianoforte
- Marco Mattei – batteria, programmazione
- Marco Nati – chitarra
- Sandro Baldrati – ocarina
- Walter Rizzo – ghironda
- Achille Succi – clarinetto basso
- Roberto Piermartire – tromba

Daniele Di Gregorio - Pianoforte - orchestrazione 
- I Piccoli Cantori di Milano – cori

## Classifiche
| Classifica (2010) | Posizione massima |
| ----------------- | ----------------- |
| Italia            | 2                 |